# Liste der Biografien/Nieh
Liste der Biografien |
Portal Biografien |
Personensuche
# |
A |
B |
C |
D |
E |
F |
G |
H |
I |
J |
K |
L |
M |
N |
O |
P |
Q |
R |
S |
T |
U |
V |
W |
X |
Y |
Z |
?
 
Na |
Nb |
Nc |
Nd |
Ne |
Nf |
Ng |
Nh |
Ni |
Nj |
Nk |
Nl |
Nm |
Nn |
No |
Nr |
Ns |
Nt |
Nu |
Nv |
Nw |
Nx |
Ny |
Nz
 
Nia |
Nib |
Nic |
Nid |
Nie |
Nif |
Nig |
Nih |
Nii |
Nij |
Nik |
Nil |
Nim |
Nin |
Nio |
Nip |
Niq |
Nir |
Nis |
Nit |
Niu |
Niv |
Niw |
Nix |
Niy |
Niz
 
Nieb |
Niec |
Nied |
Nief |
Nieg |
Nieh |
Niej |
Niek |
Niel |
Niem |
Nien |
Niep |
Nier |
Nies |
Niet |
Nieu |
Niev |
Niew
Die Liste der Biografien führt alle Personen auf, die in der deutschsprachigen Wikipedia einen Artikel haben. Dieses ist eine Teilliste mit 73 Einträgen von Personen, deren Namen mit den Buchstaben „Nieh“ beginnt.

## Nieh

### Nieha
- Niehans, Jürg (1919–2007), Schweizer Nationalökonom
- Niehans, Paul (1882–1971), Schweizer Arzt, Erfinder der Frischzellentherapie
- Niehaus Indenbirken, Uschi (* 1956), deutsche Bildende Künstlerin
- Niehaus Quesada, Bernd (* 1941), costa-ricanischer Politiker und Diplomat
- Niehaus, Alexander (1757–1836), Bürgermeister von Haselünne
- Niehaus, Charlotte (1882–1975), deutsche Sozialarbeiterin und Politikerin (SPD), Mitglied der Bürgerschaft in Bremen
- Niehaus, Engelbert (* 1965), deutscher Mathematiker
- Niehaus, Hans (* 1953), deutscher Komponist und Gymnasiallehrer
- Niehaus, Hans-Jürgen (* 1957), deutscher Betriebswirt und Manager
- Niehaus, Heinrich (1898–1977), deutscher Agrarwissenschaftler, Volkswirt und Hochschullehrer
- Niehaus, Hermann (1848–1932), Stammapostel der Neuapostolischen Kirche
- Niehaus, Josef († 1864), deutscher Architekt und Baumeister
- Niehaus, Jutta (* 1964), deutsche Radrennfahrerin
- Niehaus, Lennie (1929–2020), US-amerikanischer Jazzmusiker
- Niehaus, Leonhard (1896–1978), deutscher NSDAP-Funktionär und Politiker
- Niehaus, Manfred (1933–2013), deutscher Komponist, Bratschist, Chorleiter und Rundfunkredakteur
- Niehaus, Max (1888–1981), deutscher Schriftsteller, Tanzforscher und Ballettpublizist
- Niehaus, Michael (* 1959), deutscher Germanist und Literaturwissenschaftler
- Niehaus, Monika (* 1951), deutsche Schriftstellerin und Biologin
- Niehaus, Rena (* 1954), deutsches Fotomodell und Schauspielerin
- Niehaus, Ruth (1925–1994), deutsche Theater- und Filmschauspielerin und Regisseurin
- Niehaus, Steve (* 1954), US-amerikanischer American-Football-Spieler
- Niehaus, Theodor (1820–1887), deutscher Priester und Bischöflicher Offizial
- Niehaus, Thomas (* 1981), deutscher Schauspieler
- Niehaus, Ursula (* 1965), deutsche Schriftstellerin
- Niehaus, Valerie (* 1974), deutsche SchauspielerinValerie Niehaus (* 1974)

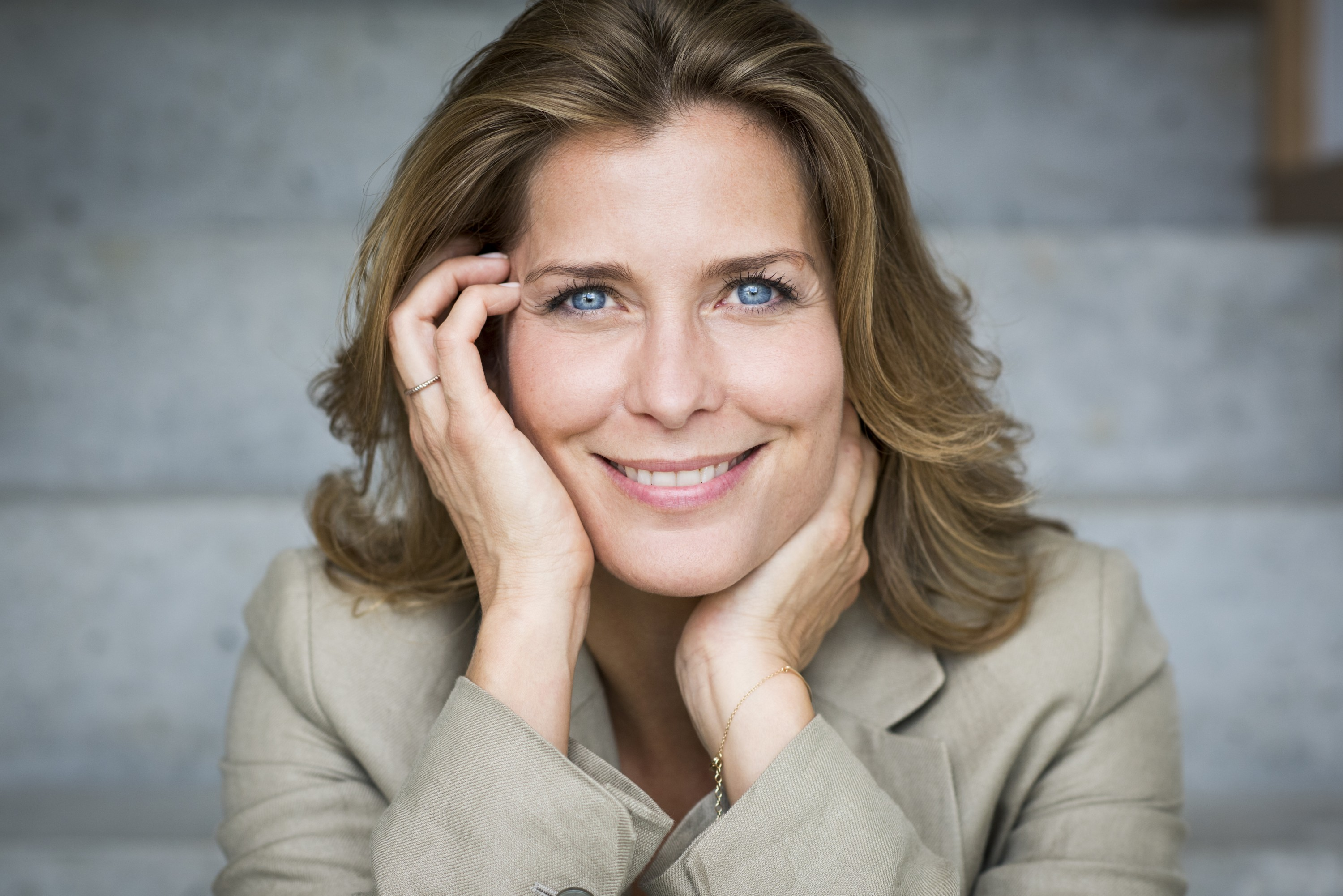
Valerie Niehaus (* 1974)

- Niehaus, Willi, deutscher Fußballtorhüter
- Niehaves, Marcus (* 1974), deutscher Fernsehmoderator und Reporter

### Niehe
- Niehe, Eric (* 1943), niederländischer Ruderer und Diplomat
- Niehenck, Georg (1618–1714), deutscher Theologe
- Niehenck, Georg (1714–1795), deutscher Kirchenhistoriker
- Nieher, Kurt (1898–1968), deutscher Fußballspieler
- Nieher, Mario (* 1961), deutscher Fußballspieler

### Niehl
- Niehl, Franz Wendel (* 1942), deutscher Religionspädagoge

### Nieho
- Niehof, Hans-Jürgen (* 1941), deutscher Informatiker und Staatssekretär (DDR)
- Niehoff, Domenica (1945–2009), deutsche Prostituierte und Streetworkerin
- Niehoff, Heinrich (1882–1946), deutscher Polizei-, Luftwaffen- und Heeresoffizier
- Niehoff, Hendrik († 1560), Orgelbauer
- Niehoff, Hermann (1897–1980), deutscher General der Infanterie im Zweiten Weltkrieg
- Niehoff, Hermann (1904–1989), deutscher Sportkegeler
- Niehoff, Jacob († 1626), niederländischer Orgelbauer
- Niehoff, Jens-Uwe (* 1947), deutscher Sozialmediziner, Epidemiologe, Medizinsoziologe, Hochschullehrer und Publizist
- Niehoff, Karena (1920–1992), deutsche Feuilletonistin und Kritikerin
- Niehoff, Lydia (* 1956), deutsche Wirtschaftswissenschaftlerin
- Niehoff, Maren R. (* 1963), deutsch-israelische Hochschullehrerin für Judaistik, Literaturwissenschaftlerin und Historikerin
- Niehoff, Nicolaas, niederländischer Orgelbauer
- Niehoff, Niklas (* 2004), deutscher Fußballspieler
- Niehoff-Panagiotidis, Johannes (* 1963), deutscher Byzantinist
- Niehorster, Leo (* 1947), US-amerikanisch-niederländischer Autor

### Niehr
- Niehr, Herbert (* 1955), deutscher katholischer Theologe
- Niehr, Klaus (* 1955), deutscher Kunsthistoriker
- Niehr, Thomas (* 1961), deutscher Sprachwissenschaftler
- Niehrs, Christof (* 1962), deutscher Biologe

### Niehu
- Niehues, Alexander (* 1983), deutscher katholischer Kirchenmusiker und Domkapellmeister
- Niehues, Bernhard (1831–1909), deutscher Historiker, Geheimer Regierungsrat und Päpstlicher Geheimer-Kämmerer
- Niehues, Bernhard (1868–1950), Unternehmer
- Niehues, Dieter (* 1964), deutscher Radrennfahrer
- Niehues, Hans-Jakob (* 1953), deutscher Fernsehmoderator und Journalist
- Niehues, Hermann (1947–2008), deutscher Manager
- Niehues, Julian (* 2001), deutscher Fußballspieler
- Niehues, Norbert (1935–2017), deutscher Jurist und Rechtswissenschaftler, Vorsitzender Richter am Bundesverwaltungsgericht
- Niehues-Pröbsting, Heinrich (* 1946), deutscher Philosoph und Autor
- Niehuis, Edith (* 1950), deutsche Politikerin (SPD), MdB
- Niehuis, Manfred (* 1944), deutscher Entomologe
- Niehuis, Oliver, deutscher Evolutionsbiologe, Genetiker, Chemischer Ökologe
- Niehus, Heinz (* 1945), deutscher Fechter
- Niehus, Rolf (* 1966), deutscher Basketballspieler
- Niehusen, Peter (* 1951), deutscher Ruderer
- Niehusmann, Georg (* 1963), deutscher Tontechniker, Jazzmusiker und Musikproduzent
- Niehusmann, Volker (* 1963), deutscher Gitarrist, Musikpädagoge, Komponist und Maler
- Niehuss, Merith (* 1954), deutsche Historikerin und Soziologin, Präsidentin der Universität der Bundeswehr München
- Niehuus, Heinrich (1885–1957), deutscher Staatswissenschaftler
- Niehuus, Kirsten (* 1959), deutsche Geschäftsführerin der FilmförderungKirsten Niehuus (* 1959)

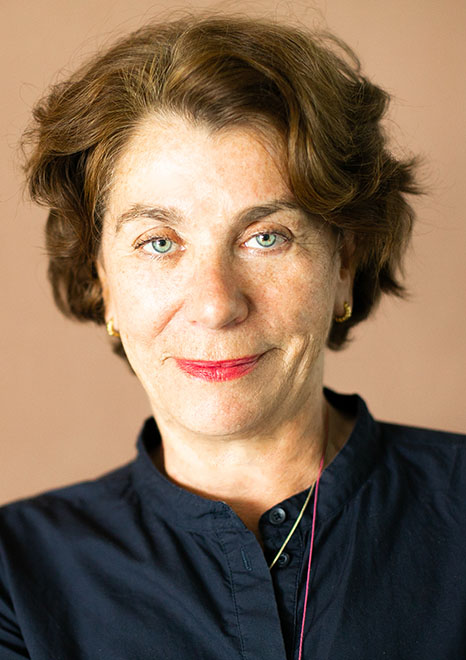
Kirsten Niehuus (* 1959)